# Virton
Virton (valonă Viertan) este un oraș francofon din regiunea Valonia din Belgia. Orașul se află la 2 km de frontiera cu Franta. Comuna Virton este formată din localitățile Virton, Bleid, Èthe, Ruette, Latour și Saint-Mard. Suprafața sa totală este de 94,49 km². La 1 ianuarie 2008 comuna avea o populație totală de 11.233 locuitori. 